# Fleuré (Orne)
Fleuré település Franciaországban, Orne megyében. Lakosainak száma 205 fő (2022. január 1.). Fleuré Sarceaux, Tanques, Francheville és Écouché-les-Vallées községekkel határos.

## Népesség
A település népességének változása:
| Lakosok száma | 240  | 220  | 214  | 207  | 201  | 196  | 199  | 202  | 205  |
|               | 2013 | 2015 | 2016 | 2017 | 2018 | 2019 | 2020 | 2021 | 2022 |